# 森田ひかる
森田 ひかる（もりた ひかる、2001年〈平成13年〉7月10日 - ）は、日本のアイドルであり、女性アイドルグループ櫻坂46のメンバーである。福岡県出身。Seed & Flower所属。

## 略歴
2001年（平成13年）7月10日に生まれる。
2018年（平成30年）8月19日、『坂道合同新規メンバー募集オーディション』に合格する。同年11月29日、欅坂46へ配属されることが発表された。同年12月5日、公式サイトにプロフィールが掲載される。同年12月10日に日本武道館で開催された『欅坂46二期生 / けやき坂46三期生 お見立て会』で、欅坂46の2期生としてお披露目された。
2020年（令和2年）10月14日に自身の所属するグループが欅坂46から櫻坂46に改名した。同年12月9日に発売された櫻坂46の1stシングル『Nobody's fault』の表題曲でセンター務める。同時期にモデルプレスが発表した「2021年モデルプレスヒット予測」に、アイドル部門で選出された。
2021年（令和3年）2月12日発売の『ar』（主婦と生活社）3月号より、「ヒカルノメ」の連載が開始された。同年4月14日に発売された櫻坂46の2ndシングル『BAN』の表題曲で、2作連続のセンターを務める。
2022年（令和4年）8月3日に発売された櫻坂46の1stアルバム『As you know?』のリード曲「摩擦係数」で山﨑天と共にセンターを務める。
2023年（令和5年）7月10日、自身の誕生日に京セラドーム大阪で開催された「鷹の祭典2023 in 大阪」で、自身初となる始球式を行なった。同年10月18日に発売された櫻坂46の7thシングル『承認欲求』の表題曲で、センターを務める。単独でセンターを務めるのは2ndシングル以来3度目となった。
2024年（令和6年）10月3日より放送が開始されたテレビアニメ『アオのハコ』（TBS系列）の宣伝大使に就任した。
2025年（令和7年）2月19日発売された櫻坂46の11thシングル『UDAGAWA GENERATION』で7thシングル以来4度目の表題曲のセンターを務める。

## 人物
愛称は、るんちゃん、るんるん。4人姉妹の末っ子である。身長150.5 cm。
欅坂46（櫻坂46）に所属するメンバーの中では身長が比較的低めであるため、「身長があと5cm伸びてほしい」などと発言することもあった。そんな森田だが、加入前には特にダンスを習っていなかったというものの、加入当初から小柄ながらもダイナミックなパフォーマンスをすることに対しての定評があった。欅坂46の2期生のみが参加した『おもてなし会』で「アンビバレント」のセンターポジションを担当した際や、平手友梨奈の代理として「黒い羊」のセンターポジションを担当した際には、そのパフォーマンスが大きな話題となった。入れ替わりの激しいパフォーマンスが多い欅坂46において、自らより身長が高いメンバーに周囲を囲まれた小柄な森田のパフォーマンスは、見る者の目をさらに惹くようなものになっているとするメディアもある。同グループメンバーの小林由依は森田について「キレがすごくてパワフル」「ちっちゃいと思って近づくと鳥のようなダイナミックさで攻撃してくる」などと表現している。
語尾が「○○ですけども」になるという特徴的な口癖があり、欅坂46のボイス付き公式LINEスタンプでは、森田のセリフが「そうですけども」となっている。

### 交友関係
ドラマ『ボーダレス』とその続編『アクトレス』で共演した日向坂46の齊藤京子と仲が良く、ドラマの撮影が終了した後も毎日のように連絡を取り合っているという。
日向坂46の東村芽依を推しメンとしてあげており、けやき坂46に東村が加入した当初からグループの推しメンであるという。また、乃木坂46の中西アルノから推しメンとして挙げられている。

### 嗜好・趣味
好きな食べ物として、おでん、梅干し、駄菓子、塩くじらを挙げている。
カプセルトイが好きであるといい、「カプセルトイとは恋である」とも述べている。櫻坂46の公式YouTubeチャンネル「櫻坂チャンネル」では、森田と井上梨名がカプセルトイを購入する様子が公開されている。また、ポケットモンスターが好きであるといい、特にホゲータが好きであるという。
バンドが好きで、取り分けサカナクションが好きであるという。特に好きなサカナクションの楽曲として、「目が明く藍色」「モノクロトウキョー」「M」を挙げている。欅坂46に加入する前、サカナクションのドラム担当・江島啓一のTwitterでの投稿に「ドラムを始めてみたい」という旨のリプライを送ったところ、自身の背中が押されるような返信がきたといい、それがきっかけで軽音楽部に入部した語っている。そこからドラムを始め、サカナクションや欅坂46などの楽曲を度々演奏していたという。

### 特技
特技として和太鼓を挙げている。「欅坂46 二期生 おもてなし会」のオープニングやテレビ番組において、和太鼓の演奏を披露している。

### 欅坂46・櫻坂46
ペンライトカラーは、    レッド ×     ブルー。
目標とするアイドルとして、自身と同じく小柄な今泉佑唯（元欅坂46）を挙げている。
元々坂道シリーズが好きで、憧れていたと語っている。『坂道合同新規メンバー募集オーディション』に応募した動機として、初めて見たの同オーディションのCMに、特に好きであったという西野七瀬（元乃木坂46）が映っていたことと、同オーディションのキャッチコピーに惹かれたことを挙げている。また、同じことを毎日するのが嫌であったといい、当時の学校生活やレジ打ちのバイトを続ける日々に嫌気がさしていたことも応募動機の1つであると語っている。なお、これ以前に『けやき坂46 追加メンバー募集オーディション』に応募していたが、審査会場までの交通手段が天候不良により遮断されたため辞退していたという。
オーディションに合格後、欅坂46への配属が発表されたが、周囲からは乃木坂46やけやき坂46のような雰囲気があると言われており、自身も欅坂46に配属されるとは思っておらず、少々驚いたと語っている。

#### 楽曲・ユニット
欅坂46・櫻坂46の楽曲のうち、シングル表題曲もしくはアルバムリード曲でセンターポジションを担当しているものは、「Nobody's fault」「BAN」「摩擦係数」「承認欲求」「UDAGAWA GENERATION」の5曲であり、その他の楽曲でセンターポジションを担当しているものは、「ブルームーンキス」「最終の地下鉄に乗って」「君と僕と洗濯物」「Dead end」「車間距離」「マンホールの蓋の上」の6曲である。なお、欅坂46時代には、平手友梨奈の代理として「黒い羊」などの楽曲でセンターポジションを担当していたことがある。
楽曲を持つユニットとして、「制服の人魚」を歌唱する武元唯衣、守屋麗奈、山﨑天とのユニット、「One-way stairs」を歌唱する藤吉夏鈴とのユニットがある。楽曲を持たないユニットとしては、井上梨名、田村保乃との「ゆとり」などがある。
好きな楽曲として、「エキセントリック」「危なっかしい計画」「避雷針」を挙げている。

## 作品

### シングル
欅坂46
- 誰がその鐘を鳴らすのか？（2020年8月21日）

櫻坂46
- Nobody's fault（2020年12月9日、SRCL-11620/8）- EAN 4547366481594。
- なぜ 恋をして来なかったんだろう？（2020年12月9日、SRCL-11620/8）- EAN 4547366481594。
- 半信半疑（2020年12月9日、SRCL-11620/1）- EAN 4547366481594。
- Plastic regret（2020年12月9日、SRCL-11622/3）- EAN 4547366481600。
- 最終の地下鉄に乗って（2020年12月9日、SRCL-11624/5）- EAN 4547366481617。
- Buddies（2020年12月9日、SRCL-11626/7）- EAN 4547366481624。
- ブルームーンキス（2020年12月9日、SRCL-11628）- EAN 4547366481631。
- BAN（2021年4月14日、SRCL-11748/56）- EAN 4547366498608。
- 偶然の答え（2021年4月14日、SRCL-11748/56）- EAN 4547366498608。
- それが愛なのね（2021年4月14日、SRCL-11748/9）- EAN 4547366498608。
- 君と僕と洗濯物（2021年4月14日、SRCL-11750/1）- EAN 4547366498615。
- Microscope（2021年4月14日、SRCL-11752/3）- EAN 4547366498622。
- 思ったよりも寂しくない（2021年4月14日、SRCL-11754/5）- EAN 4547366498639。
- 櫻坂の詩（2021年4月14日、SRCL-11756）- EAN 4547366498646。
- 流れ弾（2021年10月13日、SRCL-11920/8）- EAN 4547366524567。
- Dead end（2021年10月13日、SRCL-11920/8）- EAN 4547366524567。
- 無言の宇宙（2021年10月13日、SRCL-11926/7）- EAN 4547366524598。
- 美しきNervous（2021年10月13日、SRCL-11928）- EAN 4547366524604。
- 五月雨よ（2022年4月6日、SRCL-12130/8）- EAN 4547366549829。
- 僕のジレンマ（2022年4月6日、SRCL-12130/8）- EAN 4547366549829。
- 断絶（2022年4月6日、SRCL-12132/3）- EAN 4547366549836。
- 制服の人魚（2022年4月6日、SRCL-12134/5）- EAN 4547366549843。
- 車間距離（2022年4月6日、SRCL-12136/7）- EAN 4547366549850。
- 恋が絶滅する日（2022年4月6日、SRCL-12138）- EAN 4547366549867。
- 桜月（2023年2月15日、SRCL-12420/8）- EAN 4547366599756。
- Cool（2023年2月15日、SRCL-12420/8）- EAN 4547366599756。
- もしかしたら真実（2023年2月15日、SRCL-12422/3）- EAN 4547366599763。
- 魂のLiar（2023年2月15日、SRCL-12424/5）- EAN 4547366599770。
- その日まで（2023年2月15日、SRCL-12428）- EAN 4547366599794。
- Start over!（2023年6月28日、SRCL-12590/8）- EAN 4547366621686。
- コンビナート（2023年6月28日、SRCL-12592/3）- EAN 4547366621693。
- 一瞬の馬（2023年6月28日、SRCL-12596/7）- EAN 4547366621716。
- ドローン旋回中（2023年6月28日、SRCL-12598）- EAN 4547366621723。
- 承認欲求（2023年10月18日、SRCL-12670/8）- EAN 4547366642025。
- 僕たちの La vie en rose（2023年10月18日、SRCL-12672/3）- EAN 4547366621723。
- マンホールの蓋の上（2023年10月18日、SRCL-12676/7）- EAN 4547366642032。
- 隙間風よ（2023年10月18日、SRCL-12678）- EAN 4547366642063。
- 何歳の頃に戻りたいのか？（2024年2月21日、SRCL-12790/8）- EAN 4547366663501。
- 心の影絵（2024年2月21日、SRCL-12794/5）- EAN 4547366663525。
- 泣かせて Hold me tight!（2024年2月21日、SRCL-12798）- EAN 4547366663549。
- 自業自得（2024年6月26日、SRCL-12920/8）- EAN 4547366685695。
- もう一曲 欲しいのかい？（2024年6月26日、SRCL-12928）- EAN 4547366685732。
- I want tomorrow to come（2024年10月23日、SRCL-13030/8）- EAN 4547366708943。
- 嵐の前、世界の終わり（2024年10月23日、SRCL-13034/5）- EAN 4547366708967。
- TOKYO SNOW（2024年10月23日、SRCL-13038）- EAN 4547366708981。
- UDAGAWA GENERATION（2025年2月19日、SRCL-13210/8）- EAN 4547366728231。
- 紋白蝶が確か飛んでた（2025年2月19日、SRCL-13212/3）- EAN 4547366728248。
- やるしかないじゃん（2025年2月19日、SRCL-13218）- EAN 4547366728279。
- Make or Break（2025年6月25日、SRCL-13360/8）- EAN 4547366751291。
- ノンアルコール（2025年6月25日、SRCL-13368）- EAN 4547366751338。

### アルバム
欅坂46
- 永遠より長い一瞬 〜あの頃、確かに存在した私たち〜（2020年10月7日、SRCL-11510/6）- EAN 4547366450224。

櫻坂46
- As you know?（2022年8月3日、SRCL-12174/9）- EAN 4547366567960。
- Addiction（2025年4月30日、SRCL-13290/5）- EAN 4547366737424。

### 映像作品
- 欅坂46 二期生特典映像「Avenir」（2019年2月27日）- EAN 4547366383348。
- 欅坂46 LIVE at 東京ドーム 〜ARENA TOUR 2019 FINAL〜（2020年1月29日）- EAN 4547366438758。
- 欅共和国2019（2020年8月12日）- EAN 4547366462937。
- 欅坂46 ANNIVERSARY LIVE Director's Cut Collection（2020年10月7日）- EAN 4547366450224。
- 欅坂46 ARENA TOUR Director's Cut Collection（2020年10月7日）- EAN 4547366450231。
- KEYAKIZAKA46 Live Online, but with YOU!（2020年12月9日）- EAN 4547366481594、EAN 4547366481600。
- 森田ひかる（2020年12月9日）- EAN 4547366481624。
- 僕たちの嘘と真実 Documentary of 欅坂46（2021年2月3日）- EAN 4988104127983。
- 欅坂46 THE LAST LIVE（2021年3月24日）- EAN 4547366496833。
- 櫻坂46 デビューカウントダウンライブ!!（2021年4月14日）- EAN 4547366498608。
- Making of デビューカウントダウンライブ!!（2021年4月14日）- EAN 4547366498615。
- 渡邉理佐×森田ひかる SAKURA BANASHI 〜いま、話したいこと〜（2021年4月14日）- EAN 4547366498615。
- 土生瑞穂×松田里奈×森田ひかるSAKURA MEGURI（2021年10月13日） - EAN 4547366524598。
- Sakurazaka46 1st TOUR 2021 FINAL at さいたまスーパーアリーナ（2022年8月3日）- EAN 4547366567960。
- W-KEYAKI FES. 2021 -DAY1- at 富士急ハイランド コニファーフォレスト（2022年8月3日）- EAN 4547366567977。
- 櫻坂46 1st YEAR ANNIVERSARY LIVE 〜with Graduation Ceremony〜（2022年10月19日）- EAN 4547366575187。
- 櫻坂46 RISA WATANABE GRADUATION CONCERT（2022年12月7日）- EAN 4547366588293。
- W-KEYAKI FES. 2022 Director's Cut Collections <DAY1>（2023年2月15日）- EAN 4547366599756。
- W-KEYAKI FES. 2022 Director's Cut Collections <DAY2>（2023年2月15日）- EAN 4547366599763。
- マネージャーのスマホに眠るメンバーの秘蔵動画集<2021年編>（2023年2月15日）- EAN 4547366599770。
- マネージャーのスマホに眠るメンバーの秘蔵動画集<2022年編>（2023年2月15日）- EAN 4547366599787。
- 2nd YEAR ANNIVERSARY 〜Buddies感謝祭〜（2023年7月10日）- EAN 4547366621686、EAN 4547366621693。
- Sakurazaka46 3rd TOUR 2023 TOUR FINAL at 大阪城ホール（2023年10月18日）- EAN 4547366642025、EAN 4547366642032。
- そこ曲がったら、櫻坂？ 田村保乃編（2024年1月24日）- EAN 4547366659078。
- そこ曲がったら、櫻坂？ 藤吉夏鈴 編（2024年1月24日）- EAN 4547366659085。
- そこ曲がったら、櫻坂？ 森田ひかる 編（2024年1月24日）- EAN 4547366659054。
- そこ曲がったら、櫻坂？ 山﨑天 編（2024年1月24日）- EAN 4547366659047。
- そこ曲がったら、櫻坂？ 卒業生 編（2024年1月24日）- EAN 4547366659061。
- 海外ライブのついでにゆる～く撮ってきちゃいました！～パリ編～（2024年2月21日）- EAN 4547366663501。
- 海外ライブのついでにゆる～く撮ってきちゃいました！～マレーシア&フィリピン編～（2024年2月21日）- EAN 4547366663518。

## 出演

### テレビドラマ
- ボーダレス（2021年3月7日 - 5月9日、ひかりTV） - 森奈緒 役[39]。
- アクトレス（2023年4月14日 - 6月2日、Lemino・ひかりTV） - 森奈緒 役[40]。

### CM
- 櫻坂46 新メンバーオーディションCM 森田ひかる編（2022年6月20日 - ）[41][42][43]
- サントリー天然水「Time in the Water」篇（2024年11月18日 - ）[44][45]

### ファッションショー
- 東京ガールズコレクション
  - 第30回 マイナビ 東京ガールズコレクション 2020 SPRING/SUMMER（2020年2月29日、国立代々木競技場第一体育館）[46]
  - 第32回 マイナビ 東京ガールズコレクション 2021 SPRING/SUMMER（2021年2月28日、国立代々木競技場第一体育館）[47]
  - 第35回 マイナビ 東京ガールズコレクション 2022 AUTUMN/WINTER（2022年9月3日、さいたまスーパーアリーナ）[48]
  - 第36回 マイナビ 東京ガールズコレクション 2023 SPRING/SUMMER（2023年3月4日、国立代々木競技場第一体育館）[49]
  - 第39回 マイナビ 東京ガールズコレクション 2024 AUTUMN/WINTER（2024年9月7日、さいたまスーパーアリーナ）[50]
- GirlsAward
  - Rakuten GirlsAward 2022 AUTUMN/WINTER（2022年10月8日、幕張メッセ）[51]
  - Rakuten GirlsAward 2023 AUTUMN/WINTER（2023年9月30日、幕張メッセ）[52]
  - Rakuten GirlsAward 2024 AUTUMN/WINTER（2024年10月19日、幕張メッセ）[53]

### イベント
- 鷹の祭典2023 in 大阪「福岡ソフトバンクホークス 対 埼玉西武ライオンズ」始球式（2023年7月10日、京セラドーム大阪）[13]

### アプリ
- Locatone「SADO-SOUNDベンチャー」（2021年10月29日 - 2022年2月28日、ソニー） - ナビゲーター[注 1][54]。

## 書籍

### 雑誌連載
- ar「ヒカルノメ」（2021年2月12日 - 、主婦と生活社）[10]